# Група армій «C»
Група армій «С» (нім. Heeresgruppe C) — одна з груп армій Німеччини під час Другої світової війни.
Група армій «С» сформована 26 серпня 1939 року у Франкфурті-на-Майні як 2-ге командування групи армій (нім. Heeresgruppenkommando 2). Сформована група армій була передислокована на Західний фронт. У період кампанії в Польщі вона стояла на південній ділянці західного кордону Німеччини. Під час Французької кампанії група армій «С» фронтальним ударом прорвала лінію Мажино, чим сприяла успіху сусідніх з нею груп армій. У листопаді 1940 року вона була передислокована до кордонів СРСР, а 20 квітня 1941 року перейменована в «Штаб району Східна Пруссія» (нім. Abschnittsstab Ostpreußen). 20 червня 1941 року перейменована в групу армій «Північ».
Знову група армій «С» сформована 26 листопада 1943 року як Командування Вермахту «Південний Захід» (нім. Oberbefehlshaber Südwest) на території Північної Італії. Діяла разом зі штабом командування Люфтваффе на Півдні в Італії. У ході оборонних боїв група армій «С» залишила Італію і 22 квітня 1945 року на території Південної Німеччини була підпорядкована командуванню Півдня. Капітулювала 2 травня 1945 року.

## Командувачі групи армій
Західний фронт, Генеральна губернія
- генерал-полковник, з 20 липня 1940 генерал-фельдмаршал Вільгельм Ріттер фон Лееб (26 серпня 1939 — 20 червня 1941);

Італійський фронт
- генерал-фельдмаршал Альберт Кессельрінг (15 листопада 1943 — 23 жовтня 1944);
- генерал-полковник Генріх фон Фітингоф (24 жовтня 1944 — 13 січня 1945);
- генерал-фельдмаршал Альберт Кессельрінг (14 січня — 10 березня 1945);
- генерал-полковник Генріх фон Фітингоф (11 березня — 2 травня 1945).